# Herjólfr Bárðarson
Herjólfr Bárðarson war ein Wikinger und Landnehmer in Grönland.

## Leben
Herjólfr Bárðarson ist in der Grænlendinga saga und gleichlautend in der Landnámabók belegt.
Er war der Sohn von Bárðr Herjólfsson und mit dem ersten Landnehmer in Island, Ingólfr Arnarson verwandt. Ingólfr gab Herjólfrs gleichnamigen Großvater Land zwischen Vágur (Kirkjuvogur) und Reykjanes gab. Der jüngere Herjólfr lebte in Drepstokkr, einem Hof in der Nähe des heutigen Eyrarbakki. Mit seiner Frau Þorgerðr hatte er den Sohn Bjarni Herjólfsson. Während sich sein Sohn in Norwegen aufhielt, folgte Herjólfr etwa im Jahr 985 Erik dem Roten nach Grönland, womit er zu den ersten Grænlendingar zählte. Dort ließ er sich im Herjólfsfjǫrðr nieder und gründete dort den Ort Herjólfsnes. Als sein Sohn aus Norwegen nach Island zurückkehrte, hörte er, dass sein Vater kurz zuvor nach Grönland gezogen war und wollte ihm folgen. Er kam vom Kurs ab und sichtete 986 den amerikanischen Kontinent, bevor er zu seinem Vater nach Herjólfsnes gelangte. Nach dem Tod Herjólfrs übernahm sein Sohn Bjarni den Hof.